# Sockel 1366
Der Sockel 1366 (auch Sockel B oder LGA1366 genannt) ist ein Prozessorsockel für Nehalem-basierte Prozessorserien wie den Core i7. Im Gegensatz zu dem Sockel 1156, der ebenfalls ein Sockel für die Nehalem-Mikroarchitektur ist, handelt es sich hier um einen Server-Sockel. Er löst den Sockel 771 ab und wurde Ende 2011 ebenfalls durch den Sockel 2011 abgelöst.
Im Gegensatz zum Vorgängersockel Sockel 775 bindet er den Prozessor nicht mehr über einen klassischen Front Side Bus an den Chipsatz an, sondern mittels QuickPath Interconnect. Der Sockel bietet für Mehrprozessorsysteme auch die Möglichkeit, zwei (vier) solche QPI-Links zu verwenden: einen für die Anbindung an den Chipsatz, einen (drei) für die direkte Kommunikation unter den Prozessoren.
Da in den Nehalem-Prozessoren ein Dreikanal-Speichercontroller direkt eingebaut ist, bietet der Sockel auch entsprechende Pins zur Anbindung dreier DDR3-SDRAM-Busse.